# 高槻市立芥川緑地プール

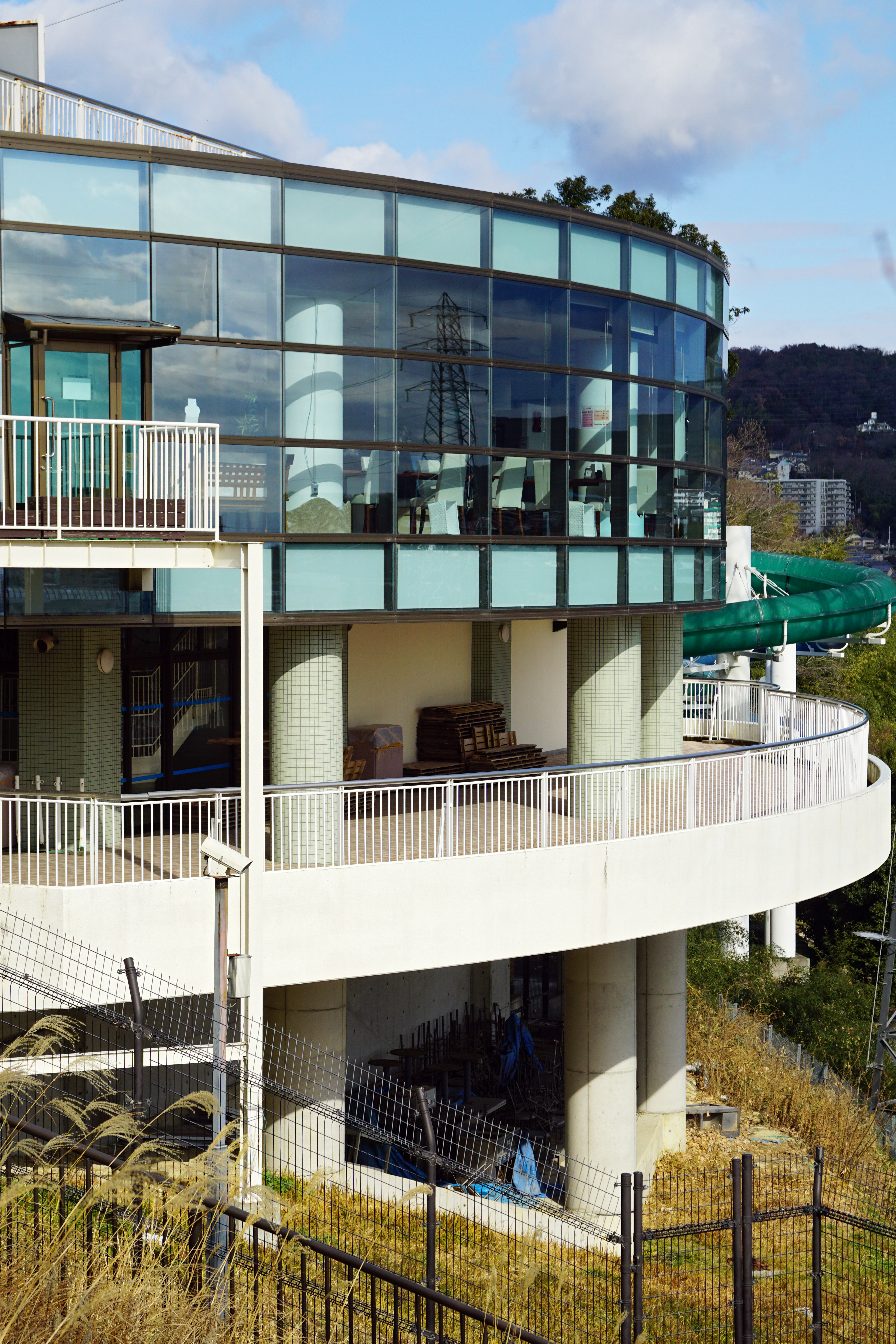
高槻市立芥川緑地プール

高槻市立芥川緑地プール（たかつきしりつあくたがわりょくちプール）は、大阪府高槻市南平台にあったプール施設。通称は「ぷーるぴあ」。1997年に開園。長大なウォータースライダー（100m、150m）をもち、レストランも併設している。周辺にはあくあぴあ芥川やテニスコート、ゲートボール場、芝生広場、水上ステージ（野外コンサート場）があり、市民の憩いとレクリエーションの場となっている。しかし、施設の老朽化などで、2016年に閉鎖された。ただし、レストランは2017年3月まで営業を続行した。

## 施設
- 流水プール
- 25mプール
- 造波プール
- 幼児プール
- 小児プール
- ウォータースライダー2基（長さ160m、100m）
- ジャクジー（2台）

ウォータースライダーは2基とも、身長120cmまたは小学生以上であれば利用可能。ただし、障害者手帳保持者や妊産婦などは利用できなかった。

## 利用情報
- プール期間：7月第一土曜日～9月第一日曜日（期間中無休）
- 開館時間：10時～18時30分（ただし遊泳は18時まで）

## 所在地
- 〒569-1042 大阪府高槻市南平台5丁目59番2号

## 交通アクセス
- JR 高槻駅より市バス平安女学院・関西大学行き「南平台小学校前」下車 徒歩2分
- JR 摂津富田駅より市バス奈佐原行き「北南平台」下車すぐ